# 쾨니히스베르크
쾨니히스베르크(독일어: Königsberg 듣기 (도움말·정보), 리투아니아어: Karaliaučius 카랄랴우추스, 저지 독일어: Königsbarg 쾨니히스바르크, 폴란드어: Królewiec 크룰레비에츠[*])는 독일 옛 도시로 중세 시대부터 1945년까지 동프로이센 수도였다.
제2차 세계 대전 공습으로 크게 파괴되었으며, 포츠담 협정에 따라 소련에 양도되었다. 1946년에 소련 정치인 미하일 칼리닌 이름을 따서 칼리닌그라드로 이름을 바꾸었다. 현재 러시아 칼리닌그라드주의 주도이기도 하다.

## 역사
본래는 발트계 프로이센인 땅이었다. 1256년 보헤미아 왕 오타카르 2세 권고로 튜튼 기사단이 쾨니히스베르크 성(城)을 건설한 게 이 도시 시초였다. 한자 동맹에 속한 도시가 되었고, 1457년 튜튼 기사단 본부가 세워졌으며, 1525년 프로이센 공국 수도가 되었다.

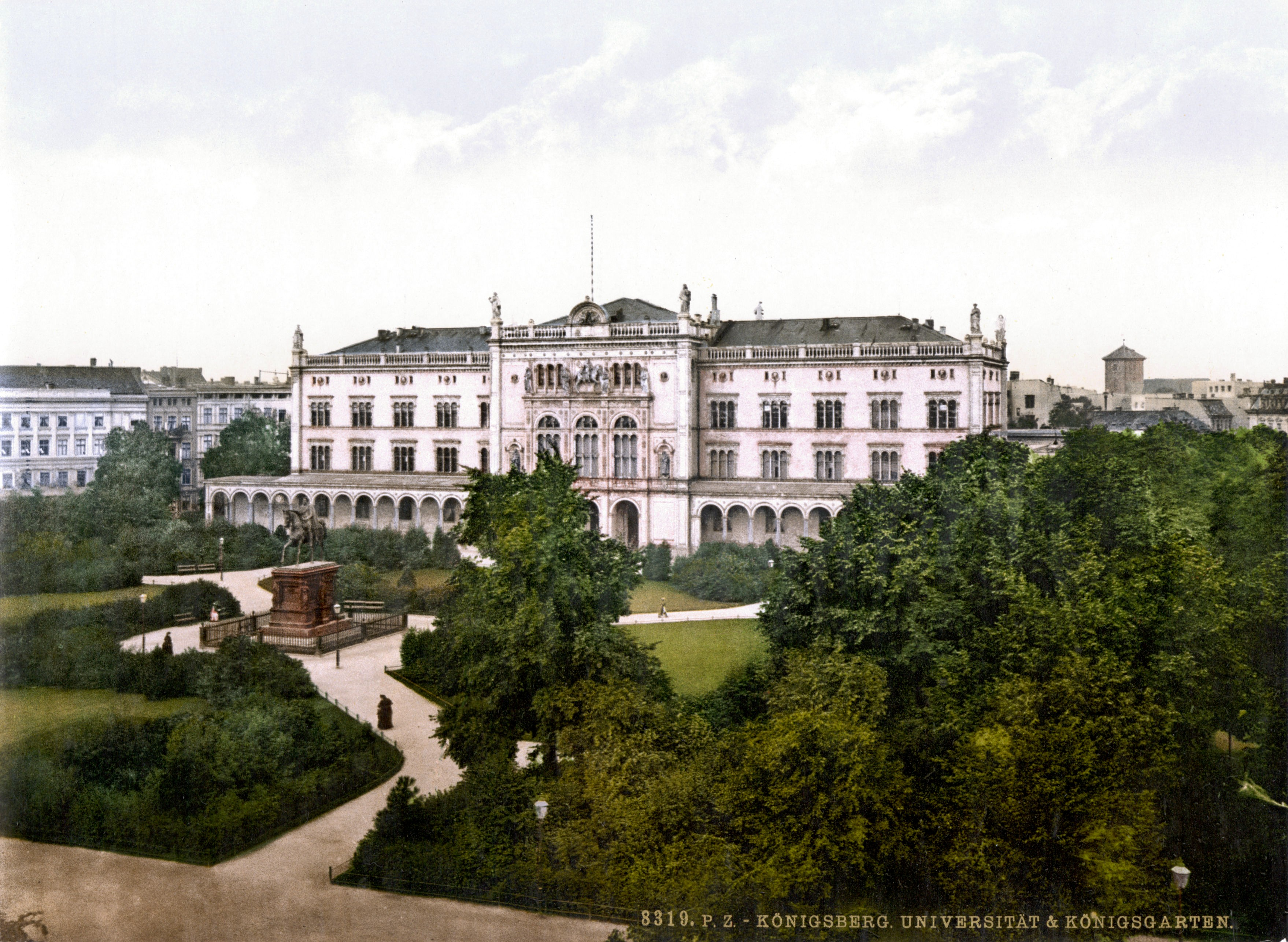
알베르티나 대학교, 1900년경

1544년 프로이센의 알베르트 공에 의해 알베르티나 대학이 세워져 교육의 중심지가 되었고, 1701년에 이 도시에서 브란덴부르크 선제후(選帝侯) 프리드리히 3세가 프로이센의 프리드리히 1세로서 즉위식을 올렸다. 쾨니히스베르크는 프로이센 왕국이 성립되어 수도가 베를린이 되기 전까지 수도였으며, 베를린으로 왕국의 수도가 이전한 뒤에도 역대 프로이센 왕들은 이곳에서 대관식을 치렀다.
제1차 세계 대전이 끝나자, 이 도시가 속한 동프로이센은 폴란드 회랑(回廊)에 의해 독일 본토로부터 육로가 끊기게 되었다. 제2차 세계 대전 중인 1944년, 이 도시는 영국군의 폭격으로 큰 피해를 입었는데, 이때 역사적 건축 문화재 또한 많이 파괴되었다. 또한 1945년의 쾨니히스베르크 전투에 의해 도시는 거의 폐허가 되었다. 전쟁이 끝난 1945년 봄, 1940년 37만 명이던 도시의 인구는 5만 명으로 줄어 있었다. 이들 독일인 주민들은 1948년까지 거의 모두 추방되었다.

## 같이 보기
- 쾨니히스베르크의 다리 문제